# Élections législatives marocaines de 1977
Les élections législatives de 1977 au Maroc ont eu lieu le 3 juin 1977 à la suite de la révision constitutionnelle marocaine de mars 1972. Il s'agit du troisième scrutin législatif depuis l'indépendance du Maroc en 1956, et vient après cinq années de chaos politique à la suite de la dissolution du parlement en mars 1972.

## Contexte
Ce scrutin, retardé plusieurs fois depuis la dissolution du parlement en mars 1972, vient après une période critique marquée par deux coups d'État manqués contre le roi Hassan II, le putsch de Skhirat du 10 juillet 1971 et le coup d'État des aviateurs du 16 août 1972.
En mars 1972, le roi Hassan II annonce la dissolution du parlement (IIe législature) et soumet à référendum une nouvelle révision de la constitution. Celle-ci maintient le système monocaméral du parlement introduit dans la constitution de 1970. Les 264 membres de la Chambre des représentants sont élus pour 4 ans selon la répartition suivante :
- 176 sièges sont lus directement par l’ensemble des citoyens ;
- 48 sièges sont élus dans les préfectures et les provinces, par un collège formé des conseillers communaux ;
- 40 sièges sont élus par quatre collèges socio-professionnels :
  - 15 par les chambres d’Agriculture,
  - 10 par les chambres de Commerce et d’Industrie,
  - 7 par les chambres d’Artisanat,
  - 8 par les représentants des salariés.

## Résultats
| Rang | Parti                                                      | Sièges | Part    | Évolution (Législatives 1970) |
| ---- | ---------------------------------------------------------- | ------ | ------- | ----------------------------- |
| 1er  | Indépendants                                               | 141    | 53,41 % | -28                           |
| 2e   | Parti de l'Istiqlal (PI)                                   | 51     | 19,32 % | +43                           |
| 3e   | Mouvement populaire (MP)                                   | 44     | 16,67 % | -16                           |
| 4e   | Union socialiste des forces populaires (USFP)              | 15     | 5,68 %  | nouveau parti                 |
| 5e   | Union marocaine du travail (UMT)                           | 7      | 2,65 %  | (Syndicat marocain)           |
| 6e   | Mouvement populaire démocratique et constitutionnel (MPDC) | 3      | 1,14 %  | nouveau parti                 |
| 7e   | Parti de l'action (PA)                                     | 2      | 0,76 %  | nouveau parti                 |
| 8e   | Parti du progrès et du socialisme (PPS)                    | 1      | 0,38 %  | nouveau parti                 |